# Milwaukee Auto Engines and Supply Company
Milwaukee Auto Engines and Supply Company war ein US-amerikanischer Hersteller von Motoren und Automobilen.

## Unternehmensgeschichte
Das Unternehmen hatte seinen Sitz in Milwaukee in Wisconsin. Bernard Amann war Präsident, John P. McCabe Sekretär und Schatzmeister und Fred Lederer Superintendent. Hauptsächlich stellten sie Motoren her. Außerdem entstanden 1903 fünf Personenkraftwagen. Der Markenname lautete Milwaukee Star.
Die Imperial Motor Car Company aus Pennsylvania verwendete zwischen 1907 und 1908 Milwaukee-Motoren.
Es ist nicht bekannt, wann das Unternehmen aufgelöst wurde.
Andere US-Hersteller von Personenkraftwagen mit Milwaukee im Markennamen waren Milwaukee Automobile Company, Milwaukee Automobile and Brass Specialty Company und Milwaukee Moto Company.

## Fahrzeuge
Im Angebot stand nur ein Modell. Es hatte einen selbst hergestellten Motor mit 13 PS Leistung. Er war unter dem Sitz montiert und trieb die Hinterachse an. Der Aufbau war ein Tonneau mit Heckeinstieg.